# 1948-as sakkvilágbajnokság
Az 1948-as sakkvilágbajnokság 1948. március 2. – május 17. között Hágában és Moszkvában került megrendezésre. A korábbi világbajnok Alekszandr Aljechin halála miatt rendezett  ötfordulós körmérkőzés  a világ akkori öt legerősebb sakkozójának számító játékos részvételével zajlott. Ez volt a sakk történetében az első alkalom, hogy a férfi sakkvilágbajnoki cím sorsa a Nemzetközi Sakkszövetség (FIDE) rendezésében, annak szabályai szerint és körmérkőzés eredménye alapján dőlt el.
A világbajnoki címet a szovjet Mihail Botvinnik szerezte meg, miután 20 mérkőzésből 14 pontot szerezve nyerte a versenyt. Győzelmével kezdődött a szovjet sakkozók több mint 20 éven át tartó hegemóniája.

## Előzmények

### Aljechin világbajnoksága
Aljechin 1927–1935 között és 1937-től haláláig viselte a sakkvilágbajnoki címet, amelyet 1927-ben José Raúl Capablancát legyőzve szerzett meg. Első ciklusában a címét két alkalommal védte meg, 1929-ben és 1934-ben, mindkétszer Jefim Dmitrijevics Bogoljubovval szemben.  1935-ben a Max Euwe elleni párosmérkőzésen 15,5–14,5 arányban alulmaradt, és Euwe lett a sakkozás ötödik hivatalos világbajnoka. Az 1937-ben rendezett visszavágót Aljechin nagy fölénnyel 15,5–9,5 arányban nyerte, ezzel visszaszerezte a világbajnoki címet.
A második világháború miatti kényszerű szünet után 1946 nyarán került volna sor egy újabb világbajnoki párosmérkőzésre, ezúttal Alekszandr Aljechin és Mihail Botvinnik között. E mérkőzés Aljechin 1946. márciusi váratlan halála miatt meghiúsult. A sakkvilág trónusa megüresedett.

### A korábbi világbajnoki mérkőzések szabályai
Az 1886-os első hivatalos világbajnokságtól kezdődően a regnáló sakkvilágbajnok kedve szerint alakíthatta ki a világbajnoki mérkőzések feltételeit, és választhatta ki ellenfelét. A feltételek között jelentős szerepe volt a díjalapnak, amelynek előteremtése sok kiváló mester – többek között az egy ideig a világranglistát is vezető Maróczy Géza – számára lehetetlenné tette a világbajnoki cím elérését. Az ellenfél kiválasztásának lehetőségével élve érte el Aljechin, hogy a cím elhódítása után soha nem került sor arra, hogy visszavágót biztosítson Capablancának, helyette mindhárom világbajnoki mérkőzése alkalmával olyan ellenfelet választott, aki a világ élvonalába tartozott ugyan, de az adott időszakban nem ő számított a legerősebb ellenfélnek.
A Nemzetközi Sakkszövetség (FIDE) már megalakulása, 1924 óta próbált beavatkozni a férfi és női világbajnokság menetébe, olyan szabályokat alkotva, amelyek biztosítják a címért folyó versengés nyíltságát és azt, hogy valóban a legerősebb játékos viselje a címet. Ez csak az általa kezdeményezett, és már első alkalommal általa kiírt női világbajnokság esetében sikerült. A férfi világbajnokság esetében először Capablanca ragaszkodott ahhoz, hogy ő a sakkvilágbajnoki cím egyedüli jogos képviselője, és nem engedélyezte azt, hogy a FIDE által kiírt verseny győztesét annak tekintsék, ezért a FIDE által megrendezett két versenyt csak amatőr világbajnokságnak és annak győztesét FIDE-bajnoknak lehetett csak nevezni.

### A Nemzetközi Sakkszövetség törekvései
A FIDE 1927-ben elismerte Capablanca világbajnoki címét, és az elkövetkezendő években arra összpontosított, hogy a világbajnok kihívójának kiválasztásában legyen döntő szerepe. Ennek érdekében 1935-ben olyan határozatot hozott, hogy a világbajnoki mérkőzések befejezését követően „listát kell felállítani azokról a mesterekről, akik az előző hat évben legalább háromszor egyedüli vagy holtversenyes első helyezést értek el olyan versenyen, amelyen legalább 14 résztvevő játszott, és amelyen a résztvevők legalább 70%-a nemzetközi mester volt. Kizárólag csak a listán szereplő versenyzők közül kerülhet ki a világbajnok következő kihívója.”
A listán szereplők közül a kihívó személyének kiválasztását illetően 1937-ben hoztak döntést. E szerint: „a listán szereplő versenyzők kétfordulós körmérkőzésen döntik el, hogy közülük ki lesz a világbajnok következő kihívója”. E határozat értelmében kezdték el szervezni az 1938. évi AVRO-versenyt, amelyen a tervek szerint a listán szereplő játékosok mellett az 1937-es Euwe–Aljechin-mérkőzés vesztese vesz részt. Euwe elfogadta a FIDE határozatát, és nyilatkozatot tett arról, hogy amennyiben az Aljechin elleni mérkőzésen megvédi címét, a jövőben a FIDE szabályai szerint kiválasztott kihívó ellen veszi fel a küzdelmet.
Aljechin nem tett ilyen értelmű nyilatkozatot, és miután Euwe elvesztette ellene az 1937-es világbajnoki visszavágó mérkőzést, így a FIDE elképzeléseihez a regnáló világbajnok hozzájárulása hiányzott. 1938-ban ennek ellenére ugyan megrendezték az AVRO-versenyt, a végeredményt azonban Aljechin nem tekintette a maga számára kötelezőnek, és a versennyel kapcsolatban ekkoriban már nem is hangoztatták annak világbajnokjelölti kiválasztó jellegét. A versenyt holtversenyben Paul Keres és Reuben Fine nyerte Mihail Botvinnik előtt, őket a 4–6. helyen holtversenyben követte  Max Euwe, Samuel Reshevsky és Alekszandr Aljechin, a 7. helyezett José Raúl Capablanca volt, a 8. helyen Salo Flohr végzett. Győztesnek a Sonneborn–Berger-számítás alapján Kerest hirdették ki.

### A világbajnokság előkészítése
1946. márciusban elhunyt a címvédő Aljechin, és ezzel minden akadály elhárult a FIDE azon törekvései elől, hogy teljes egészében kézben tartsa és szabályozza a világbajnokságok lebonyolítását. 1946. júliusban határozatot fogadtak el arról, hogy az 1938-as AVRO-verseny versenyzőinek részvételével rendezik meg a világbajnoki címet eldöntő tornát. Az AVRO-verseny nyolc résztvevője közül Aljechinen kívül időközben Capablanca is elhunyt 1942-ben, így hat kijelölt résztvevő jött szóba:  Paul Keres, Reuben Fine, Mihail Botvinnik, Max Euwe, Samuel Reshevsky és Salo Flohr.
Salo Flohr helyett a szovjet sakkszövetség Vaszilij Szmiszlovot jelölte, azzal indokolva a döntést, hogy a háború időszaka alatt mutatott versenyeredményei alapján erősebb játékos Flohrnál. Reuben Fine nem kívánt részt venni a tornán. Visszalépését azzal indokolta, hogy nem tudja megszakítani a pszichológiai doktori disszertációra történő felkészülését, nem tudna kellően felkészülni a versenyre, és három hónapot távol tölteni a munkájától. Ezzel a kijelölt versenyzők száma öt főre csökkent. A FIDE határozata szerint a résztvevők száma még egy versenyzővel bővülhet a FIDE által kiírt két zónaverseny egyik győztesével.

### Az 1946-os zónaközi versenyek
A FIDE 1946-ban két zónaközi versenyt rendezett, amelyeknek Groningen és Prága volt a házigazdája. A két verseny közül jóval erősebb volt a groningeni, amelyen a világ akkori legerősebb versenyzői vettek részt, csupán két amerikai (Reshevsky és Fine), valamint Paul Keres hiányzott.
|    | Versenyző                 | Ország                    | 01 | 02 | 03 | 04 | 05 | 06 | 07 | 08 | 09 | 10 | 11 | 12 | 13 | 14 | 15 | 16 | 17 | 18 | 19 | 20 | Pont | Hely |
| -- | ------------------------- | ------------------------- | -- | -- | -- | -- | -- | -- | -- | -- | -- | -- | -- | -- | -- | -- | -- | -- | -- | -- | -- | -- | ---- | ---- |
| 01 | Mihail Botvinnik          | Szovjetunió               | *  | ½  | 1  | 0  | 1  | 1  | ½  | 1  | 1  | ½  | 0  | 1  | 1  | 0  | 1  | 1  | 1  | 1  | 1  | 1  | 14½  | 1.   |
| 02 | Max Euwe                  | Hollandia                 | ½  | *  | 0  | ½  | 1  | 1  | ½  | ½  | ½  | 1  | 0  | ½  | 1  | 1  | 1  | 1  | 1  | 1  | 1  | 1  | 14   | 2.   |
| 03 | Vaszilij Szmiszlov        | Szovjetunió               | 0  | 1  | *  | ½  | ½  | 1  | ½  | ½  | ½  | ½  | ½  | ½  | 1  | ½  | ½  | ½  | 1  | 1  | 1  | 1  | 12½  | 3.   |
| 04 | Miguel Najdorf            | Argentína                 | 1  | ½  | ½  | *  | 1  | 1  | ½  | 0  | ½  | ½  | ½  | ½  | 0  | 1  | ½  | ½  | ½  | 1  | 1  | 1  | 11½  | 4–5. |
| 05 | Szabó László              | Magyarország              | 0  | 0  | ½  | 0  | *  | 1  | ½  | 0  | 1  | 0  | 1  | ½  | 1  | 1  | ½  | 1  | ½  | 1  | 1  | 1  | 11½  | 4–5. |
| 06 | Iszaak Boleszlavszkij     | Szovjetunió               | 0  | 0  | 0  | 0  | 0  | *  | ½  | 1  | 1  | 1  | 1  | 1  | ½  | ½  | ½  | ½  | ½  | 1  | 1  | 1  | 11   | 6–7. |
| 07 | Salo Flohr                | Szovjetunió               | ½  | ½  | ½  | ½  | ½  | ½  | *  | ½  | ½  | ½  | 0  | ½  | ½  | 1  | ½  | 1  | ½  | ½  | 1  | 1  | 11   | 6–7. |
| 08 | Erik Lundin               | Svédország                | 0  | ½  | ½  | 1  | 1  | 0  | ½  | *  | ½  | 0  | ½  | 1  | 0  | 1  | 0  | ½  | ½  | 1  | 1  | 1  | 10½  | 8–9. |
| 09 | Gösta Stoltz              | Svédország                | 0  | ½  | ½  | ½  | 0  | 0  | ½  | ½  | *  | 1  | ½  | ½  | 1  | ½  | 1  | 1  | 0  | ½  | 1  | 1  | 10½  | 8–9. |
| 10 | Arnold Denker             | Amerikai Egyesült Államok | ½  | 0  | ½  | ½  | 1  | 0  | ½  | 1  | 0  | *  | 0  | ½  | 0  | ½  | 1  | ½  | ½  | 1  | 1  | ½  | 9½   | 10.  |
| 11 | Alekszander Kotov         | Szovjetunió               | 1  | 1  | ½  | ½  | 0  | 0  | 1  | ½  | ½  | 1  | *  | ½  | 0  | ½  | 0  | 1  | ½  | 0  | 1  | 0  | 9½   | 10.  |
| 12 | Savielly Tartakower       | Franciaország             | 0  | ½  | ½  | ½  | ½  | 0  | ½  | 0  | ½  | ½  | ½  | *  | 1  | ½  | ½  | 1  | 1  | ½  | ½  | ½  | 9½   | 10.  |
| 13 | Čeněk Kottnauer           | Csehszlovákia             | 0  | 0  | 0  | 1  | 0  | ½  | ½  | 1  | 0  | 1  | 1  | 0  | *  | 1  | 1  | 0  | ½  | ½  | 0  | 1  | 9    |      |
| 14 | Daniel Yanofsky           | Kanada                    | 1  | 0  | ½  | 0  | 0  | ½  | 0  | 0  | ½  | ½  | ½  | ½  | 0  | *  | ½  | 1  | 1  | 1  | ½  | ½  | 8½   |      |
| 15 | Ossip Bernstein           | Franciaország             | 0  | 0  | ½  | ½  | ½  | ½  | ½  | 1  | 0  | 0  | 1  | ½  | 0  | ½  | *  | ½  | ½  | ½  | 0  | 0  | 7    |      |
| 16 | Carlos Guimard            | Argentína                 | 0  | 0  | ½  | ½  | 0  | ½  | 0  | ½  | 0  | ½  | 0  | 0  | 1  | 0  | ½  | *  | 1  | ½  | ½  | 1  | 7    |      |
| 17 | Milan Vidmar              | Jugoszlávia               | 0  | 0  | 0  | ½  | ½  | ½  | ½  | ½  | 1  | ½  | ½  | 0  | ½  | 0  | ½  | 0  | *  | ½  | ½  | 0  | 6½   |      |
| 18 | Herman Steiner            | Amerikai Egyesült Államok | 0  | 0  | 0  | 0  | 0  | 0  | ½  | 0  | ½  | 0  | 1  | ½  | ½  | 0  | ½  | ½  | ½  | *  | 1  | ½  | 6    |      |
| 19 | Albéric O'Kelly de Galway | Belgium                   | 0  | 0  | 0  | ½  | 0  | 0  | 0  | 0  | 0  | 0  | 0  | ½  | 1  | ½  | 1  | ½  | ½  | 0  | *  | 1  | 5½   |      |
| 20 | Martin Christoffel        | Svájc                     | 0  | 0  | 0  | 0  | 0  | 0  | 0  | 0  | 0  | ½  | 1  | ½  | 0  | ½  | 1  | 0  | 1  | ½  | 0  | *  | 5    |      |
A másik zónaközi versenyt Prágában rendezték, amelyet az azon a versenyen is elinduló Miguel Najdorf nyert meg.

## A világbajnoki verseny
A Groningenben győztes Botvinnik már szerepelt a világbajnokság résztvevői között, így a groningeni versenyről nem egészítették ki a világbajnoki címért versengők névsorát. Annak ellenére, hogy a prágai versenyt Miguel Najdorf nyerte, mégsem őt választották hatodik versenyzőnek, tekintettel arra, hogy a groningeni versenyen is részt vett, és ott csupán a 4–5. helyen végzett. Így végül öt versenyző részvételével kezdődött meg az ötfordulós körmérkőzésből álló verseny a világbajnoki címért.

### A verseny résztvevői
| Rajtsorszám                             | 1                | 2         | 3                  | 4                         | 5           |
| --------------------------------------- | ---------------- | --------- | ------------------ | ------------------------- | ----------- |
|                                         | Mihail Botvinnik | Max Euwe  | Vaszilij Szmiszlov | Samuel Reshevsky          | Paul Keres  |
| Ország                                  | Szovjetunió      | Hollandia | Szovjetunió        | Amerikai Egyesült Államok | Szovjetunió |
| Kor                                     | 36 éves          | 46 éves   | 26 éves            | 36 éves                   | 32 éves     |
| Historikus Élő-pont (1948. március)     | 2826             | 2730      | 2730               | 2700                      | 2754        |
| Világranglista helyezés (1948. március) | 1.               | 6.        | 7.                 | 12.                       | 4.          |

### A verseny helyszínei és szabályai
Az első tíz fordulóra Hágában, az Állatkert nagytermében került sor. A verseny március 2-án kezdődött, és az utolsó hágai versenynap, a 10. forduló március 26-án zajlott. A további fordulókat április 11. és május 16. között Moszkvában, a Szakszervezetek Házának (Dom szojuzov) oszlopcsarnokában tartották.
Az öt résztvevő ötfordulós körmérkőzésen mérte össze erejét, így minden játékos ötfordulónként szabadnapos volt. Az egyes játszmákban játékosonként 2,5 óra állt rendelkezésre 40 lépés megtételéhez, majd minden további óránként 16 lépést kellett megtenni. Ötórai játék után a játszmák függőben maradtak, és a folytatásra másnap került sor. Minden játékos megnevezhetett két szekundánst, akikkel a függőjátszmákat elemezhette. A verseny főbírája Milan Vidmar szlovén, asszisztense Alexander Kotov szovjet nagymester volt.
A verseny 1. helyezettje 5000 dollár, a 2. helyezett 3000, a harmadik 2000, a negyedik 1500, az ötödik 1000 dollár díjazásban részesült.

### Az eredménytábla
| Versenyző          | Ország                    | 5. ford. | 10. ford. | 15. ford. | 20. ford. | 25. ford |
| ------------------ | ------------------------- | -------- | --------- | --------- | --------- | -------- |
| Mihail Botvinnik   | Szovjetunió               | 3½       | 6         | 9         | 12        | 14       |
| Vaszilij Szmiszlov | Szovjetunió               | 2        | 4         | 5½        | 8½        | 11       |
| Paul Keres         | Szovjetunió               | 2        | 4         | 6½        | 7½        | 10½      |
| Samuel Reshevsky   | Amerikai Egyesült Államok | 2½       | 4½        | 6         | 8½        | 10½      |
| Max Euwe           | Hollandia                 | 0        | 1½        | 3         | 3½        | 4        |

| Hely. | Versenyző          | Ország                    | Botvinnik | Szmiszlov | Keres     | Reshevsky | Euwe      | Pont |
| ----- | ------------------ | ------------------------- | --------- | --------- | --------- | --------- | --------- | ---- |
| 1.    | Mihail Botvinnik   | Szovjetunió               | –         | ½ ½ 1 ½ ½ | 1 1 1 1 0 | 1 ½ 0 1 1 | 1 ½ 1 ½ ½ | 14   |
| 2.    | Vaszilij Szmiszlov | Szovjetunió               | ½ ½ 0 ½ ½ | –         | 0 0 ½ 1 ½ | ½ ½ 1 ½ ½ | 1 1 0 1 1 | 11   |
| 3–4.* | Paul Keres         | Szovjetunió               | 0 0 0 0 1 | 1 1 ½ 0 ½ | –         | 0 ½ 1 0 ½ | 1 ½ 1 1 1 | 10½  |
| 3–4.* | Samuel Reshevsky   | Amerikai Egyesült Államok | 0 ½ 1 0 0 | ½ ½ 0 ½ ½ | 1 ½ 0 1 ½ | –         | 1 ½ ½ 1 1 | 10½  |
| 5.    | Max Euwe           | Hollandia                 | 0 ½ 0 ½ ½ | 0 0 1 0 0 | 0 ½ 0 0 0 | 0 ½ ½ 0 0 | –         | 4    |

- Keres és Reshevsky holtversenyét nem döntötték el, így mindketten a 3–4. helyen végeztek.[16]

### A mérkőzés játszmái
A párosmérkőzés mind az 50 játszmája az előzmények ismertetésével.